# Ricardo Lamas
Pour les articles homonymes, voir Lamas.
Ricardo Alejandro Lamas, né le 21 mai 1982 à Chicago dans l'Illinois, est un pratiquant professionnel américain d'arts martiaux mixtes (MMA). Il combat actuellement à l'Ultimate Fighting Championship dans la division des poids plumes.

## Palmarès

### Distinctions
- Ultimate Fighting Championship
  - Soumission de la soirée (une fois)
  - Performance de la soirée (une fois)
- International Sport Combat Federation
  - Champion poids légers de l'ISCF

### Palmarès en arts martiaux mixtes
| 28 combats     | 20 victoires | 8 défaites |
| Par KO         | 6            | 5          |
| Par soumission | 5            | 0          |
| Sur décision   | 9            | 3          |

| Résultat | Record | Adversaire         | Méthode                                 | Événement                                   | Date             | Round | Temps | Lieu                                  | Notes                                     |
| -------- | ------ | ------------------ | --------------------------------------- | ------------------------------------------- | ---------------- | ----- | ----- | ------------------------------------- | ----------------------------------------- |
| Victoire | 20-8   | Bill Algeo         | Décision unanime                        | UFC Fight Night 175 - Smith vs. Rakic       | 29 août 2020     | 3     | 5:00  | Las Vegas, Nevada, États-Unis         |                                           |
| Défaite  | 19-8   | Calvin Kattar      | KO (coups de poing)                     | UFC 238: Cejudo vs. Moraes                  | 8 juin 2019      | 1     | 4:06  | Chicago, Illinois, États-Unis         |                                           |
| Victoire | 19-7   | Darren Elkins      | TKO (coups de poing et coups de coude)  | UFC Fight Night: Magny vs. Ponzinibbio      | 17 novembre 2018 | 3     | 4:09  | Buenos Aires, Argentine               |                                           |
| Défaite  | 18-7   | Mirsad Bektić      | Décision partagée                       | UFC 225: Whittaker vs. Romero II            | 9 juin 2018      | 3     | 5:00  | Chicago, Illinois, États-Unis         |                                           |
| Défaite  | 18-6   | Josh Emmett        | KO (coup de poing)                      | UFC on FOX: Lawler vs. dos Anjos            | 16 décembre 2017 | 1     | 4:33  | Winnipeg, Manitoba, Canada            |                                           |
| Victoire | 18-5   | Jason Knight       | TKO (coups de poing)                    | UFC 214: Cormier vs. Jones II               | 29 juillet 2017  | 1     | 4:34  | Anaheim, Californie, États-Unis       |                                           |
| Victoire | 17-5   | Charles Oliveira   | Soumission (étranglement en guillotine) | The Ultimate Fighter Latin America 3 Finale | 5 novembre 2016  | 2     | 2:13  | Mexico, Mexique                       | Performance de la soirée.                 |
| Défaite  | 16-5   | Max Holloway       | Décision unanime                        | UFC 199 : Rockhold vs. Bisping II           | 4 juin 2016      | 3     | 5:00  | Inglewood, Californie, États-Unis     |                                           |
| Victoire | 16-4   | Diego Sanchez      | Décision unanime                        | The Ultimate Fighter: Latin America 2       | 21 novembre 2015 | 3     | 5:00  | Monterrey, Mexique                    |                                           |
| Défaite  | 15-4   | Chad Mendes        | TKO (coups de poing)                    | UFC Fight Night: Mendes vs. Lamas           | 4 avril 2015     | 1     | 2:45  | Fairfax, Virginie, États-Unis         |                                           |
| Victoire | 15-3   | Dennis Bermudez    | Soumission (étranglement en guillotine) | UFC 180: Werdum vs. Hunt                    | 15 novembre 2014 | 1     | 3:18  | Mexico, Mexique                       |                                           |
| Victoire | 14-3   | Hacran Dias        | Décision unanime                        | UFC Fight Night: Swanson vs. Stephens       | 28 juin 2014     | 3     | 5:00  | San Antonio, Texas, États-Unis        |                                           |
| Défaite  | 13-3   | José Aldo          | Décision unanime                        | UFC 169: Aldo vs. Lamas                     | 1er février 2014 | 3     | 5:00  | Newark, New Jersey, États-Unis        | Pour le titre des poids plumes de l'UFC.  |
| Victoire | 13-2   | Erik Koch          | TKO (coups de coude)                    | UFC on Fox: Johnson vs. Dodson              | 26 janvier 2013  | 2     | 2:32  | Chicago, Illinois, États-Unis         |                                           |
| Victoire | 12-2   | Hatsu Hioki        | Décision unanime                        | UFC on FX: Maynard vs. Guida                | 22 juin 2012     | 3     | 5:00  | Atlantic City, New Jersey, États-Unis |                                           |
| Victoire | 11-2   | Cub Swanson        | Soumission (étranglement bras-tête)     | UFC on Fox: Velasquez vs. dos Santos        | 12 novembre 2011 | 2     | 2:16  | Anaheim, Californie, États-Unis       | Soumission de la soirée.                  |
| Victoire | 10-2   | Matt Grice         | TKO (head kick et coups de poing)       | UFC Live: Kongo vs. Barry                   | 26 juin 2011     | 1     | 4:41  | Pittsburgh, Pennsylvanie, États-Unis  | Début dans la catégorie poids plumes.     |
| Défaite  | 9-2    | Iuri Alcântara     | KO (coups de poing)                     | WEC 53: Henderson vs. Pettis                | 16 décembre 2010 | 1     | 3:26  | Glendale, Arizona, États-Unis         |                                           |
| Victoire | 9-1    | Dave Jansen        | Décision unanime                        | WEC 50: Cruz vs. Benavidez II               | 18 août 2010     | 3     | 5:00  | Las Vegas, Nevada, États-Unis         |                                           |
| Victoire | 8-1    | Bendy Casimir      | KO (coup de genou)                      | WEC 47: Bowles vs. Cruz                     | 6 mars 2010      | 1     | 3:43  | Columbus, Ohio, États-Unis            |                                           |
| Victoire | 7-1    | James Krause       | Décision unanime                        | WEC 44: Brown vs. Aldo                      | 18 novembre 2009 | 3     | 5:00  | Las Vegas, Nevada, États-Unis         |                                           |
| Défaite  | 6-1    | Danny Castillo     | TKO (coups de poing)                    | WEC 42: Torres vs. Bowles                   | 9 août 2009      | 2     | 4:15  | Las Vegas, Nevada, États-Unis         |                                           |
| Victoire | 6-0    | Bart Palaszewski   | Décision unanime                        | WEC 39: Brown vs. Garcia                    | 1er mars 2009    | 3     | 5:00  | Corpus Christi, Texas, États-Unis     |                                           |
| Victoire | 5-0    | Christopher Martin | Décision unanime                        | IHC 12: Resurrection                        | 8 novembre 2008  | 3     | 5:00  | Chicago, Illinois, États-Unis         |                                           |
| Victoire | 4-0    | Gabriel Miranda    | TKO (coups de poing)                    | Warriors Collide 6                          | 4 octobre 2008   | 1     | 3:16  | Castle Rock, Colorado, États-Unis     |                                           |
| Victoire | 3-0    | James Birdsley     | Décision unanime                        | Warriors Collide 4                          | 19 juillet 2008  | 5     | 5:00  | Castle Rock, Colorado, États-Unis     |                                           |
| Victoire | 2-0    | Cal Ferry          | Soumission (étranglement en guillotine) | ISCF: Rumble in the Park                    | 26 avril 2008    | 4     | 4:50  | Loves Park, Illinois, États-Unis      | Remporte le titre poids plumes de l'ISCF. |
| Victoire | 1-0    | Jake Corry         | Soumission (étranglement en guillotine) | FCE: Collision                              | 25 janvier 2008  | 1     | 1:49  | Northlake, Illinois, États-Unis       |                                           |